# カルロス・ガルデル
カルロス・ガルデル（Carlos Gardel, 1890年12月11日? - 1935年6月24日）は不世出のタンゴ歌手として知られるアルゼンチンの歌手・俳優である。人気の絶頂期に飛行機事故で急逝した事と相まって、現在もなおタンゴ界の偶像というにとどまらず、アルゼンチンの国民的英雄として、地位を不動のものにしている。

## 人物
タンゴは、1870年代から1880年代にかけ、ブエノスアイレスでダンス音楽として生まれたとする説が有力視されている。タンゴはその誕生時から、詞を付けられ歌われてはいたが、詞はあくまでダンスの添え物的存在であり、詞の内容も、他愛のないものだったという。しかし、そうした状態はガルデルの登場で一変し、その美声と表現力によってタンゴ歌手として一世を風靡。後世のタンゴ歌手もみな、ガルデルをその目標に掲げるほどの大きな影響を残した。
ガルデルは歌のみならず、作曲の世界でも名を残している。元々、自分のレパートリーを広げるために始めた作曲だったが、ガルデルの作品は他のタンゴ楽団もこぞって取り上げ、現在でもタンゴ歌手のほとんどが、程度の差はあれ、レパートリーにガルデルの作品を加えている。作詞家で、ガルデルの伴奏ギタリストも務めていたアルフレッド・レ・ペラとのコンビによる作品が特に有名で、『わが懐かしのブエノスアイレス』 Mi Buenos Aires querido 『ボルベール』 Volver などが代表作とされる。

## 出生の謎
ガルデルの出生地は諸説がある。フランストゥールーズ、幼少時にフランスからアルゼンチンに移民したという説、アルゼンチン出生説、ウルグアイのタクアレンボー出生説がある。が、混乱の前提には、死後の遺産処理にも関わるとみられる。よって早くから、ウルグアイ・タクアレンボー出生ではない事実を作りあげる必要があったと見られ、混乱に及んでいる。生年も1890年以外に1887年説などがある。ただガルデルが私生児として生まれたということだけは、奇妙にもすべての出生説に共通しているようである。

## 活躍
ガルデルのプロ・デビューは1911年、そしてその2年後の1913年に民謡歌手ホセ・ラサーノとデュオを組み、このデュオは1925年まで活動を続けた。このデュオでガルデルは多くの民謡も歌っているが、1917年に初めて歌った『ミ・ノーチェ・トリステ』 Mi noche triste （わが悲しみの夜）によって本格的なタンゴ歌唱を確立、次第に独自の道を歩む事になる。『ミ・ノーチェ・トリステ』はラテンアメリカでヒットを記録。ガルデルは、バルセロナ、パリ、ニューヨーク、ウルグアイ、チリ、ブラジル、プエルトリコ、ベネズエラ、コロンビアなど各地に演奏旅行を繰り返し、アルゼンチンに戻ってもすぐに海外に出発する活躍ぶりにアルゼンチンでは『偉大なる渡り鳥』というニックネームで呼ばれたという。ガルデルは歌や作曲ばかりでなく、俳優として映画にも出演。ガルデルが出演する映画の中では彼は必ず歌を披露し、歌のみならずその二枚目的風貌と相まって全スペイン語圏で彼の人気はますます高まっていく事になる。

## 最後

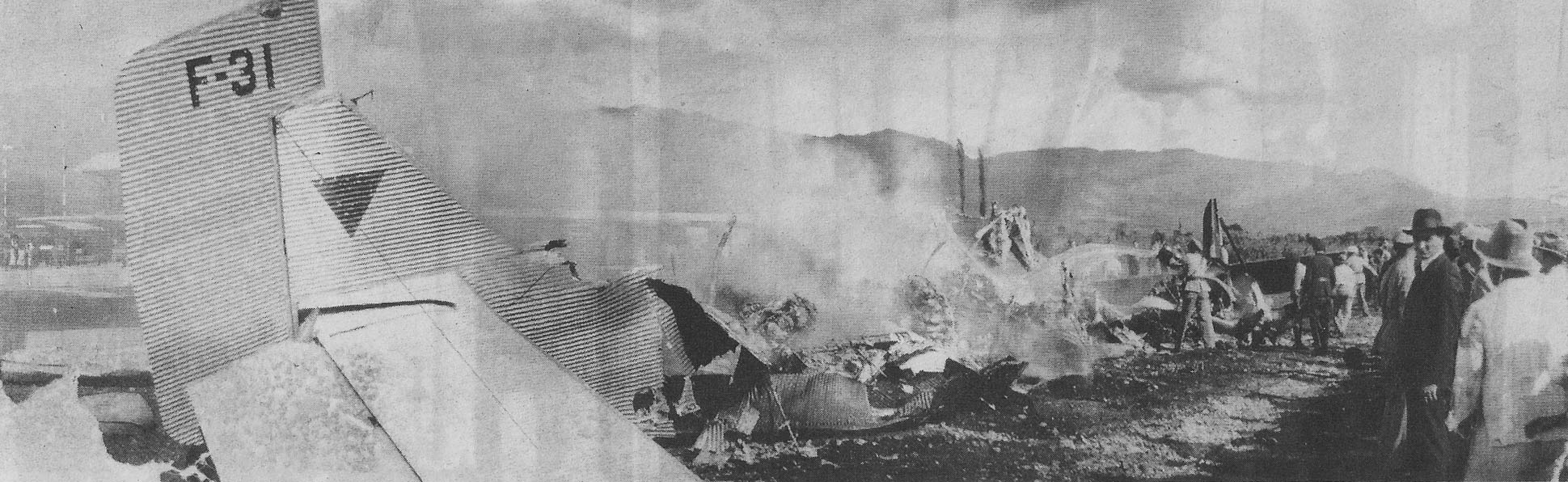
ガルデルが巻き込まれたメデリン近郊での事故機の機体の残骸

1935年、ガルデルはニューヨークでの映画撮影を終え、アルゼンチンへの帰途についた。
アルゼンチンにたどり着くまでの道中にあたる南米諸国で、映画宣伝を兼ねたコンサートを催しながら、コロンビアまでたどり着く。そしてコロンビアのメデリン空港から飛び立とうとしたガルデル一行（伴奏ギタリストとしてアルフレッド・レ・ペラらも乗り合わせていた）の乗る飛行機は離陸に失敗、失速して墜落炎上し、ガルデルらは焼死した。

## エピソード
アルゼンチンのフットボール・チーム、ラシン・クルブのサポーターであった。そのため1928年にラシン・クルブの当時のスター選手ペドロ・オチョアを称えた「Patadura」というサッカーの曲を制作した。
ブエノス・アイレス地下鉄（Subte）・B線にはガルデルを記念した「カルロス・ガルデル」駅がコリエンテス通り（Av. Corrientes）に存在し、ホームの壁にはガルデルを描いたイラスト類が飾られており、駅の近隣には「カルロス・ガルデル博物館（Museo Casa Carlos Gardel）」がある。

ブエノスアイレスのガルデル通りのフィレテアド・ポルテーニョ（英語版）の技法で描かれたガルデル
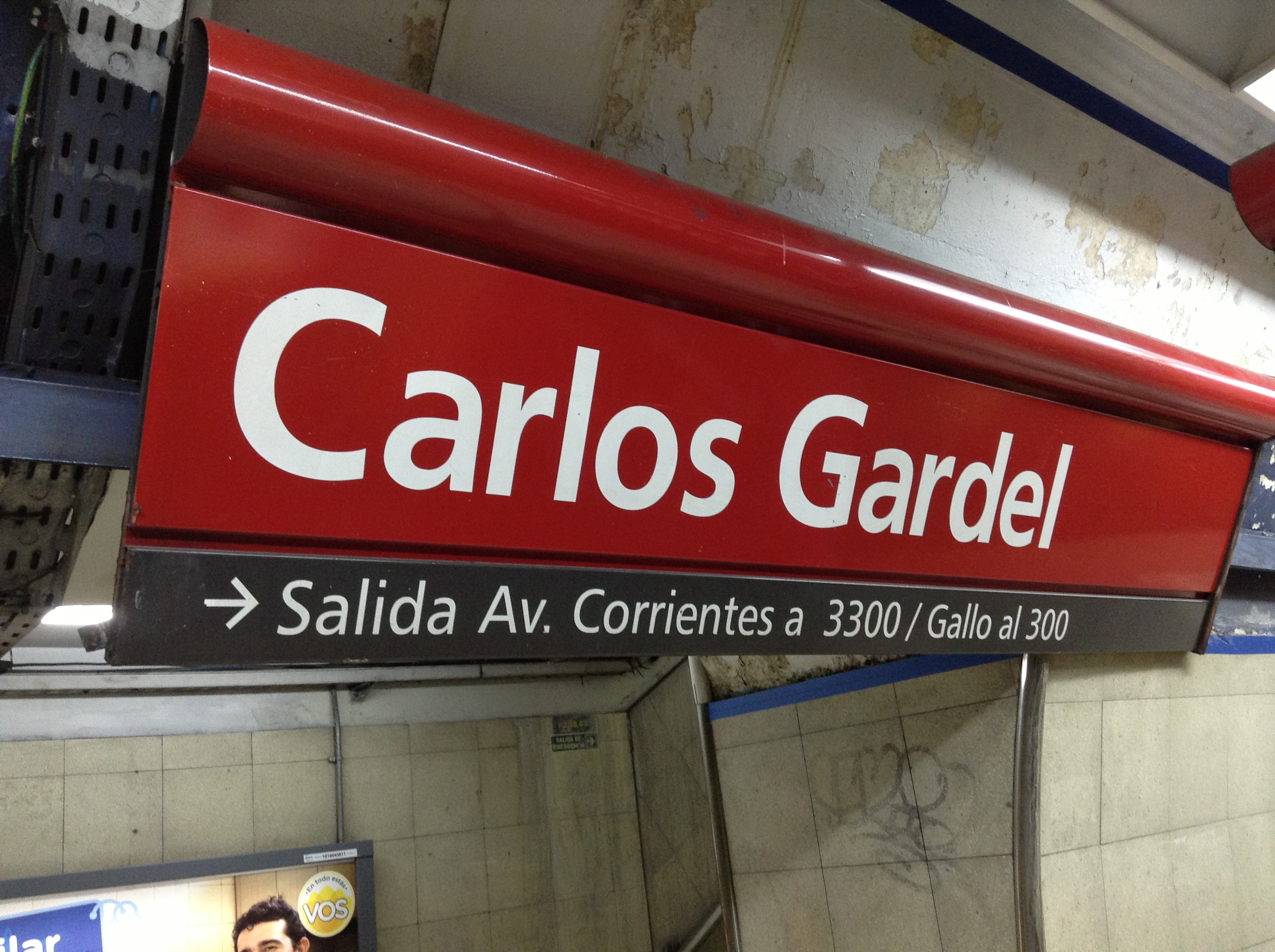
ブエノス・アイレス地下鉄B線「カルロス・ガルデル」駅
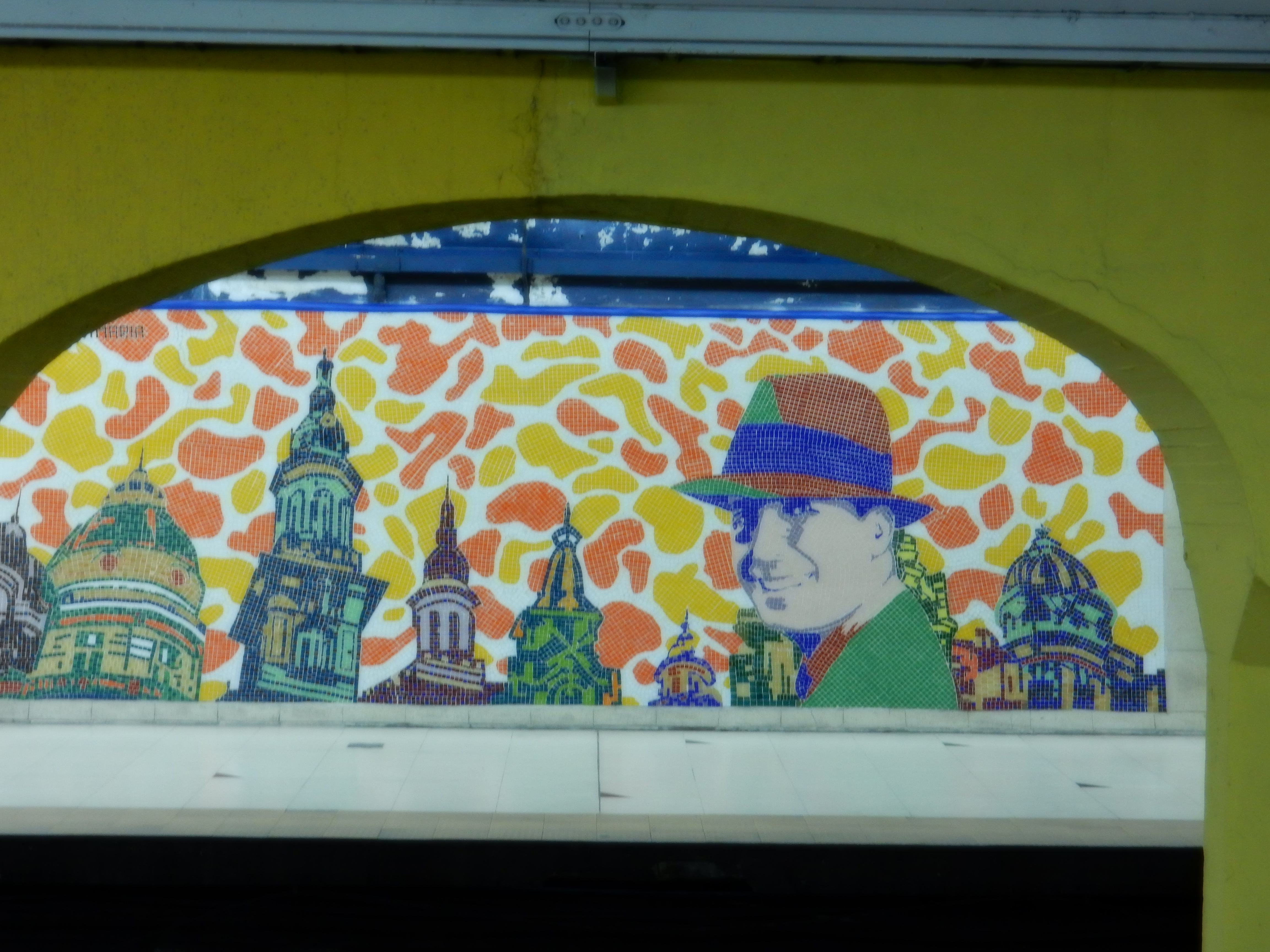
カルロス・ガルデル駅構内の絵画
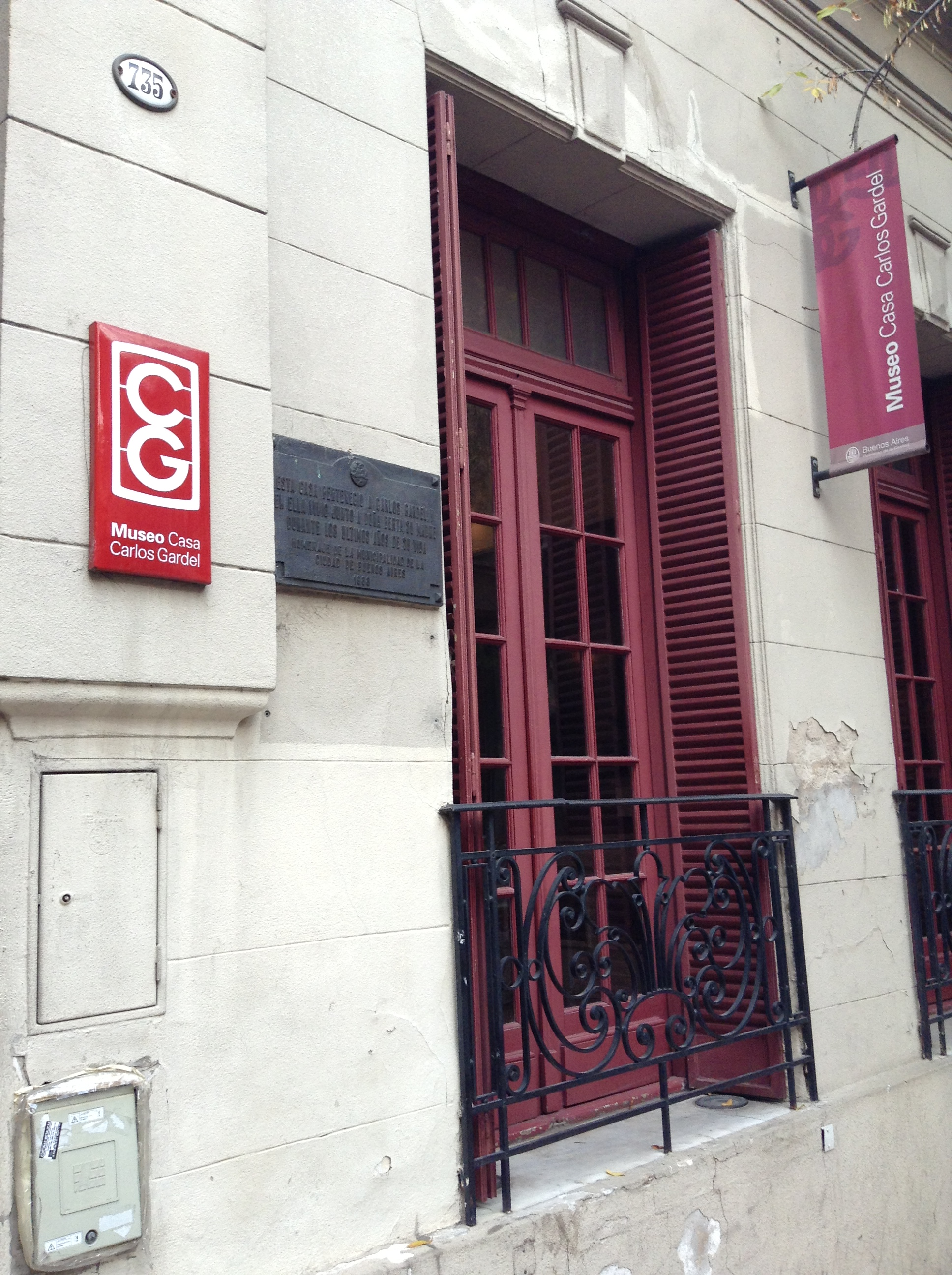
ブエノスアイレスのカルロス・ガルデル博物館

また、出生説のあるウルグアイのタクアレンボ―市内には、ガルデルの顕彰碑が建てられているほか、郊外のバリェ・エデン村には、カルロス・ガルデル博物館がある。

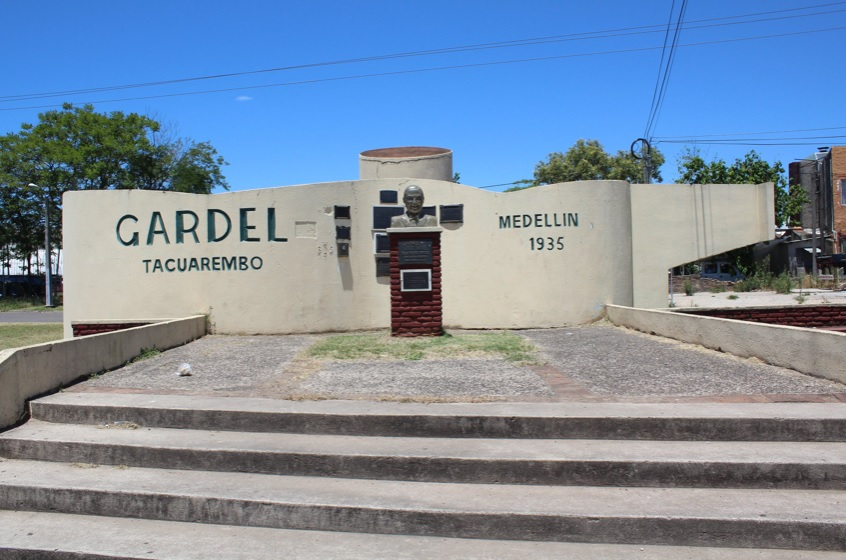
タクアレンボー市内のカルロス・ガルデル顕彰碑
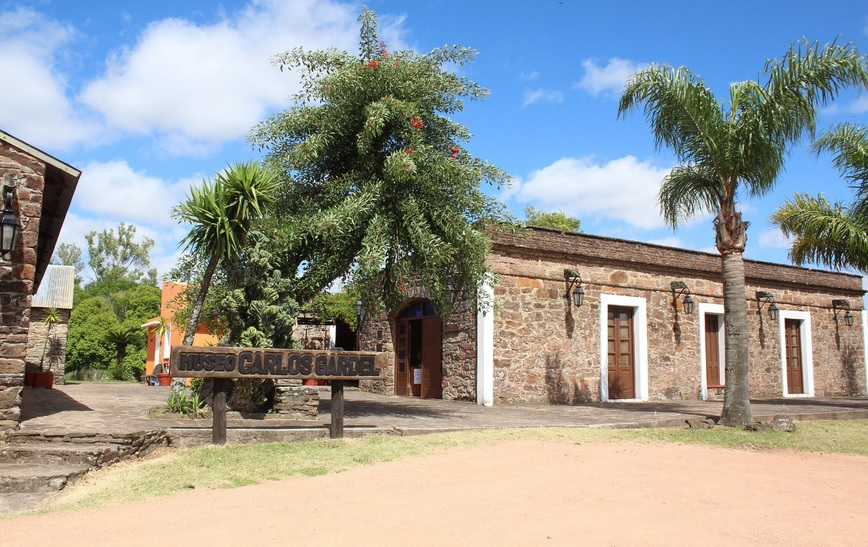
タクアレンボーのカルロス・ガルデル博物館